# Krąg Instruktorów Harcerskich im. Andrzeja Małkowskiego
Porozumienie Kręgów Instruktorów Harcerskich im. Andrzeja Małkowskiego (KIHAM) (lub też: Krąg Instruktorów Harcerskich im. Andrzeja Małkowskiego, Kręgi Instruktorów Harcerskich im. Andrzeja Małkowskiego, Porozumienie Instruktorów Harcerskich im. Andrzeja Małkowskiego, Ruch Płaskiego Węzła) – ruch programowo-metodyczny Związku Harcerstwa Polskiego, a zarazem ruch odnowy harcerstwa powstały 26 października 1980 (zatwierdzenie Porozumienia KIHAM przez Radę Naczelną ZHP nastąpiło 16 czerwca 1981).

## Działalność
Jako ruch programowo-metodyczny składał się z niezależnych kręgów instruktorów Związku Harcerstwa Polskiego.
Podstawą ideową powstania i działalności KIHAM był List otwarty instruktorów ZHP ze środowiska krakowskiego.
Głównym założeniem KIHAM-u było odrodzenie moralne harcerstwa w duchu tradycyjnego tekstu Prawa i Przyrzeczenia Harcerskiego (z 1932 roku), odkomunizowanie ruchu, nawrót do skautowych metod wychowawczych. Jego symbolem była lilijka przewiązana węzłem płaskim (stąd zwyczajowa nazwa Ruch Płaskiego Węzła). Z ruchem od jego spotkania założycielskiego współdziałał były Naczelnik Szarych Szeregów – Stanisław Broniewski „Orsza”.
Na czele stała Rada Porozumienia KIHAM. Przewodniczącym Porozumienia KIHAM był dh hm. Stanisław Czopowicz (Warszawa). W skład Rady wchodzili jeszcze: hm. Michał Bobrzyński (Lublin), phm. Joanna Januszewska (Gliwice), hm. Piotr Stawicki (Poznań), hm. Andrzej Suchocki (Warszawa), Waldemar Uziak (Trójmiasto) i hm. Kazimierz Wiatr (Kraków).
Główną działalnością Kręgów KIHAM było organizowanie spotkań, seminariów i sympozjów, w czasie których wypracowywano stanowiska i dokumenty w sprawie zmian w statucie ZHP, Prawie i Przyrzeczeniu Harcerskim, w sprawach metodycznych (powstał nowy regulamin stopni i sprawności), o umundurowaniu, tożsamości harcerstwa i ZHP oraz odkłamania historii organizacji. Głównym postulatem KIHAM było przywrócenie roty Prawa i Przyrzeczenia Harcerskiego z 1936 r., która funkcjonowała jeszcze w Szarych Szeregach. KIHAM nawiązał współpracę ze strukturami NSZZ „Solidarność”. Do wiosny 1981 roku zrzeszał ok. 1 tys. instruktorów z większości chorągwi Związku Harcerstwa Polskiego.
Równolegle z VII Zjazdem ZHP (marzec 1981 r.) odbyła się V Zbiórka Porozumienia KIHAM w Warszawie. Okazało się, że wszystkie postulaty KIHAM zostały przez Zjazd ZHP odrzucone. Wówczas, w czerwcu 1981 r. opracowano Zasady Porozumienia KIHAM, a jako cel nadrzędny przyjęto odnowę moralną harcerstwa. Przykładowo – realizacja wszystkich punktów Prawa Harcerskiego znakowana była na lilijkach instruktorskich wyszywaną liczbą „10”. KIHAM otwarcie sprzeciwiał się działaniom i stanowiskom władz naczelnych ZHP, wprost oświadczając, że ówczesne ZHP nie jest harcerstwem, lecz stanowi jego zaprzeczenie. KIHAM zalecił swym środowiskom stosowanie roty przedwojennej w czasie gdy VII Zjazd ZHP potwierdził rotę z „pokojem, szczęściem ludzi i socjalizmem”, opracował własny system zdobywania stopni, przywracając pięciostopniowość i historyczne nazwy (gdy w ZHP wciąż praktyką było „przyznawane po uważaniu” 7, a potem 6 stopni), zaproponował własny tekst Zobowiązania Instruktorskiego. Powrócono do świętowania przemilczanych w PRL rocznic państwowych i zakazanych bohaterów narodowych, a harcerki i harcerze zaczęli uczestniczyć mszach świętych.
Prawie każdy krąg wydawał własne pismo: w Zakopanem „Czuj Duch”, w Krakowie „Czuwaj”, w Warszawie „Bratnie Słowo”, w Poznaniu „Harcerska Kuźnia”, w Opolu „Harcerz Opolski”, w Gdańsku „Ognisko” i „ONC”, we Wrocławiu „Ślężańskie Harce”, w Katowicach „Harcerz Śląski”. Nakładem wydawniczym KIHAM ukazał się także szereg harcerskich publikacji książkowych (głównie wznowień), wydanych w niewielkim nakładzie poza kontrolą cenzury takich autorów jak: Robert Baden-Powell, Zygmunt Wyrobek, Alojzy Pawełek, Paweł Puciata, Roland E. Philipps, Józefina Łapińska. Środowisko warszawskie zaczęło wydawać swoje publikacje w ramach „Biblioteczki Bratniego Słowa”, a następnie Niezależnego Wydawnictwa Harcerskiego (Warszawa).
Krok po kroku KIHAM stawał się niezależną organizacją wewnątrz ZHP, a niektóre środowiska świadomie dążyły do opuszczenia ZHP. Część środowisk KIHAM (lubelski Krąg „Zawisza”, warszawskie szczepy 14 WDH i 70 WDH) wystąpiła z ZHP tworząc Niezależny Ruch Harcerski.
We wrześniu 1981 roku krakowski KIHAM zorganizował Jubileuszowy Zlot 70-lecia Harcerstwa Polskiego (komendant hm. PL Ryszard Wcisło), który okazał się sukcesem programowym i organizacyjnym, uczestniczył w nim m.in. Stanisław Broniewski Naczelnik Szarych Szeregów. Podczas zimy 1981 roku środowiska KIHAM zorganizowały Pogotowie Zimowe Harcerek i Harcerzy.
Po wprowadzeniu stanu wojennego przewodniczący Rady Porozumienia hm. Stanisław Czopowicz został internowany. W czerwcu 1982 władze naczelne ZHP zdelegalizowały Radę Porozumienia.
Na znak protestu pięciu członków Rady Naczelnej ZHP (Grzegorz Nowik, Andrzej Jaczewski, Wojciech Wróblewski, Kazimierz Wiatr, Wiesław Pietruszak) 26 czerwca 1982 opuściło jej obrady i wystosowało do Prezydium pisemny protest.
12 września 1982 roku na Jasnej Górze odbyło się ostatnie jawne spotkanie Rady Porozumienia KIHAM, podczas którego wystosowała ona apel do Kręgów, by rozwiązały się i pracowały dalej, ale już nie pod szyldem KIHAM-u. Wystosowała także apel do harcerzy, aby w szczególny sposób chronili przywrócony tradycyjny tekst Prawa i Przyrzeczenia Harcerskiego.

## Kalendarium
Można wyróżnić 3 okresy funkcjonowania KIHAM:
- nieoficjalne spotkania instruktorów przede wszystkim z Warszawy i Krakowa, aż do powstania (oddolnie) Kręgów KIHAM w ramach ZHP,
- jawne funkcjonowanie kręgów w ramach struktur ZHP, po 22 listopada 1980,
- okres od wprowadzenia stanu wojennego (13.12.1981), a następnie rozwiązania Rady Porozumienia KIHAM (czerwiec 1982) do Apelu Rady Porozumienia KIHAM (Jasna Góra, 12.09.1982) i samorozwiązania się kręgów, jesienią 1982.

Część środowisk KIHAM utworzyło wiosną 1983 niejawny Ruch Harcerskiego (RH), ujawniony jako Ruch Harcerski Rzeczypospolitej (RHR) (1988-1989).
Znaczna część instruktorów KIHAM na fali odnowy w harcerstwie po 1989 roku współorganizowała Związek Harcerstwa Rzeczypospolitej, Związek Harcerstwa Polskiego rok założenia 1918 oraz reformowała Związek Harcerstwa Polskiego.